# Los Angeles Blaze
I Los Angeles Blaze sono una franchigia pallavolistica maschile statunitense, con sede a Long Beach (California): militano in NVA.

## Storia
I Los Angeles Blaze vengono fondati nel 2019 come franchigia di nuova espansione della NVA. Partecipano al loro primo torneo in occasione dello NVA Showcase 2020.

## Rosa 2023
| N° | Nome                 | Ruolo | Data di nascita   | Nazionalità sportiva |
| -- | -------------------- | ----- | ----------------- | -------------------- |
| 2  | Manuel Andrade       | O     | 27 settembre 1996 | Stati Uniti          |
| 3  | Andrew Dubé          | S     | 27 ottobre 1995   | Canada               |
| 4  | Trevor Briggs        | L     | 21 gennaio 1998   | Stati Uniti          |
| 5  | Seamus McDonough     | C     | 1º gennaio 1970   | Stati Uniti          |
| 7  | Trenton Lance        | S     | 20 agosto 2002    | Stati Uniti          |
| 8  | Charles Belvin       | O     | 14 settembre 1996 | Stati Uniti          |
| 10 | Dexter Campbell      | O     | 24 febbraio 2003  | Stati Uniti          |
| 11 | Alonso Meza Ramos    | L     | 19 giugno 1997    | Stati Uniti          |
| 15 | Emmanuel Egun        | C     | 11 febbraio 1999  | Stati Uniti          |
| 17 | Tyler Lee            | P     | 29 febbraio 1996  | Stati Uniti          |
| 18 | Michael Vargas       | P     | 3 agosto 1993     | Stati Uniti          |
| 19 | Rafael Cruz          | S     | 7 novembre 1997   | Porto Rico           |
| 21 | Josh Sullivan        | P     | 21 agosto 1996    | Stati Uniti          |
| 22 | Daniel Matheney      | C     | 12 maggio 2000    | Stati Uniti          |
| 23 | Chase Direito        | C     | 22 agosto 1999    | Stati Uniti          |
| 24 | Andrew Sung-Moon Kim | S     | 5 giugno 2001     | Stati Uniti          |
| 25 | Marques Buggs        | P     | 13 giugno 1994    | Stati Uniti          |